# 9228 Nakahiroshi
9228 Nakahiroshi eller 1996 CG1 är en asteroid i huvudbältet som upptäcktes den 11 februari 1996 av den japanska astronomen Takao Kobayashi vid Ōizumi-observatoriet. Den är uppkallad efter den japanske amatörastronomen Hiroshi Nakanishi.
Asteroiden har en diameter på ungefär 22 kilometer.